# Disfunzione erettile
La disfunzione erettile viene definita come «l'incapacità del soggetto di sesso maschile a raggiungere un'erezione sufficiente a condurre e portare a termine un rapporto sessuale soddisfacente».

## Epidemiologia
Si tratta di un disturbo che interessa l'uomo alterandone la qualità della vita. In Italia si stima che circa 3 milioni di uomini ne siano affetti, con una prevalenza globale del 13% (pari al 2% tra 18 e 34 anni e del 48% oltre i 70 anni).

## Classificazione
Viene distinta in "primaria" o "secondaria" rispettivamente se la disfunzione si è manifestata fin dall'inizio dell'attività sessuale del soggetto o se è invece intervenuta in un secondo momento, successivamente a un periodo di vita sessuale soddisfacente. Si parla inoltre di disturbo "generalizzato" o "situazionale" a seconda se è sempre presente nell'attività sessuale dell'uomo o soltanto in determinate situazioni, attività o partner. Può infine essere di natura prevalentemente psicologica o organica.

## Diversi tipi di impotenza
Nel concetto generale di impotenza vengono definite tre categorie di tale condizione, tra le quali soltanto una corrisponde alla disfunzione erettile:
1. impotentia generandi - caratterizzata dall'impossibilità di generare prole, ovvero causata da azoospermia, oligospermia (ridotta numerosità di spermatozoi prodotti), astenospermia o astenozoospermia (ridotta motilità degli spermatozoi) o da un'anomalia degli spermatozoi; quindi incapaci di dar vita a un embrione vitale;
2. impotentia coeundi - impossibilità fisica di eiaculare, ma con una normale capacità erettiva. Spesso è causata da un'incapacità di formare lo sperma (aspermia), oppure a causa di un'interruzione dei dotti deferenti, impedendo così l'emissione all'esterno del seme. Può infine derivare dalla difficoltà nel raggiungere l'orgasmo che può essere causata da danni neurologici o più spesso da difficoltà psicologica con il nome di Disturbo dell'Orgasmo Maschile. Altra causa può essere l'assenza di sufficienti stimoli o insoddisfazione sessuale;
3. impotentia erigendi o erecti - caratterizzata dall'impossibilità fisica dell'organo di compiere l'erezione; quindi l'atto sessuale. In taluni casi invece sarebbe causata, specie nei soggetti giovani, dalla presenza di un blocco psichico (come nel caso dell'ansia da prestazione). Possono intervenire altri fattori: per esempio insorgenza di diabete o uso di farmaci anti-ipertensivi.

## Cause
Le cause possono riguardare numerosi fattori fisici e psicologici, spesso concomitanti e in interazione reciproca. Una particolare forma di disfunzione erettile è quella causata dall'effetto collaterale di alcuni farmaci.

### Cause psicologiche
Tra le più comuni cause psicologiche vi sono l'ansia, la depressione, conflitti intrapsichici profondi ma anche lo stress e i condizionamenti ambientali. Un ruolo centrale è assunto dalla cosiddetta “ansia da prestazione” che determina un effetto inibitorio sulle erezioni ed è frequente nei giovani alle prime esperienze sessuali o dopo il verificarsi di un primo fallimento nei rapporti sessuali. Altra causa può essere una scarsa intesa col partner, in senso sessuale ma anche emotivo e affettivo.
Difatti qualora la causa sia psicologica vi possono essere notevoli differenze a seconda del comportamento del partner e dell'ambiente in cui si svolge il rapporto; in tal caso spesso la mancanza di erezione è determinata dalla percezione inconscia di rifiuto da parte del partner (ad esempio per il proprio aspetto fisico oppure per un piacere sessuale non soddisfacente). La disfunzione erettile di natura psicologica non è una condizione permanente paragonabile a una malattia o a un'invalidità; persone che non riescono ad avere la minima reazione erettiva con un partner, possono tranquillamente averne di normalissime con altri; a conferma, la disfunzione erettile di natura psicologica non sussiste in genere nell'autoerotismo. Una recente ricerca italiana ha individuato un significativo legame tra la disfunzione erettile e la difficoltà nel riconoscere ed esprimere le proprie emozioni o alessitimia.
Fra le distrazioni cognitive durante l'attività sessuale sono state classificate: intrusione (es. essere sorpresi o interrotti durante il rapporto sessuale); corpo (aspetto fisico, odore); infezioni trasmissibili per via sessuale/ gravidanza; emozioni/relazione (paura di non avere una relazione e di essere lasciati dopo il rapporto); moralità/colpa/paura di avere rimpianti; avversione all'attività sessuale; pensieri distraenti (lavoro, scuola); pensare ad altri; ansia per la propria performance sessuale.

### Cause organiche
Le cause organiche possono essere di tipo endocrino (ipogonadismo, iperprolattinemia, sindrome di Cushing, carenza di somatotropina), di tipo vascolare (sia di natura venosa che arteriosa), di tipo neurologico (Parkinson, Alzheimer, traumi spinali, neuropatia periferica), legati a malattie croniche (diabete Tipo 1 e 2, insufficienza renale o epatica), derivanti dall'uso di farmaci (i più noti dei quali sono gli antidepressivi come gli SSRI\SNRI, gli antipsicotici, i farmaci antiandrogeni come la finasteride utilizzata nel trattamento della calvizie androgenica, alcuni betabloccanti o alcuni farmaci utilizzati contro il colesterolo come le statine, il cortisone) o da trattamenti medici (prostatectomia radicale, cistectomia, radioterapia per cancro prostatico).
Sono stati infine riconosciuti numerosi fattori di rischio che aumentano la probabilità di insorgenza di una disfunzione erettile tra i quali l'età, il fumo, il consumo cronico di alcol e droghe, la carenza di esercizio fisico, l'ipercolesterolemia e l'obesità.

## Malattie associate
Dal momento che molto spesso sia la disfunzione erettile sia la sindrome metabolica (con i conseguenti diabete mellito tipo 2 e obesità) sono causati da ipogonadismo (carenza di testosterone), queste patologie sono molto spesso presenti nello stesso individuo. Una causa di disfunzione erettile patologica, in assenza di altri ovvi fattori, può essere quella derivante dalla sindrome post-trattamento con antidepressivi, finasteride o isotretinoina.

## Trattamento

### Trattamento psicologico
Il trattamento elettivo nei casi in cui il disturbo sia di origine psicologica è la psicoterapia e in particolare la terapia sessuologica quale approccio specifico focalizzato sulla soluzione del sintomo nel breve periodo. A essa può essere associata, quando presente una significativa condizione depressiva, una terapia farmacologica antidepressiva. Nei casi di origine emotiva, la sessuologia consiglia lunghi preliminari allo scopo di aumentare l'intesa e la fiducia con il partner. In particolare il partner deve essere reso consapevole che l'erezione del maschio dipende dal comportamento del partner, e può favorirla facendolo sentire desiderato.
Può capitare che, per cause estemporanee, si verifichi una perdita di erezione. La conseguente interruzione del rapporto può essere debilitante a livello fisico - con l'interruzione di tutto il complesso processo riproduttivo - e di conseguenza devastante a livello psicologico.
Il timore del ripetersi della situazione può divenire la causa principale del blocco, in un circolo vizioso.

### Trattamento farmacologico

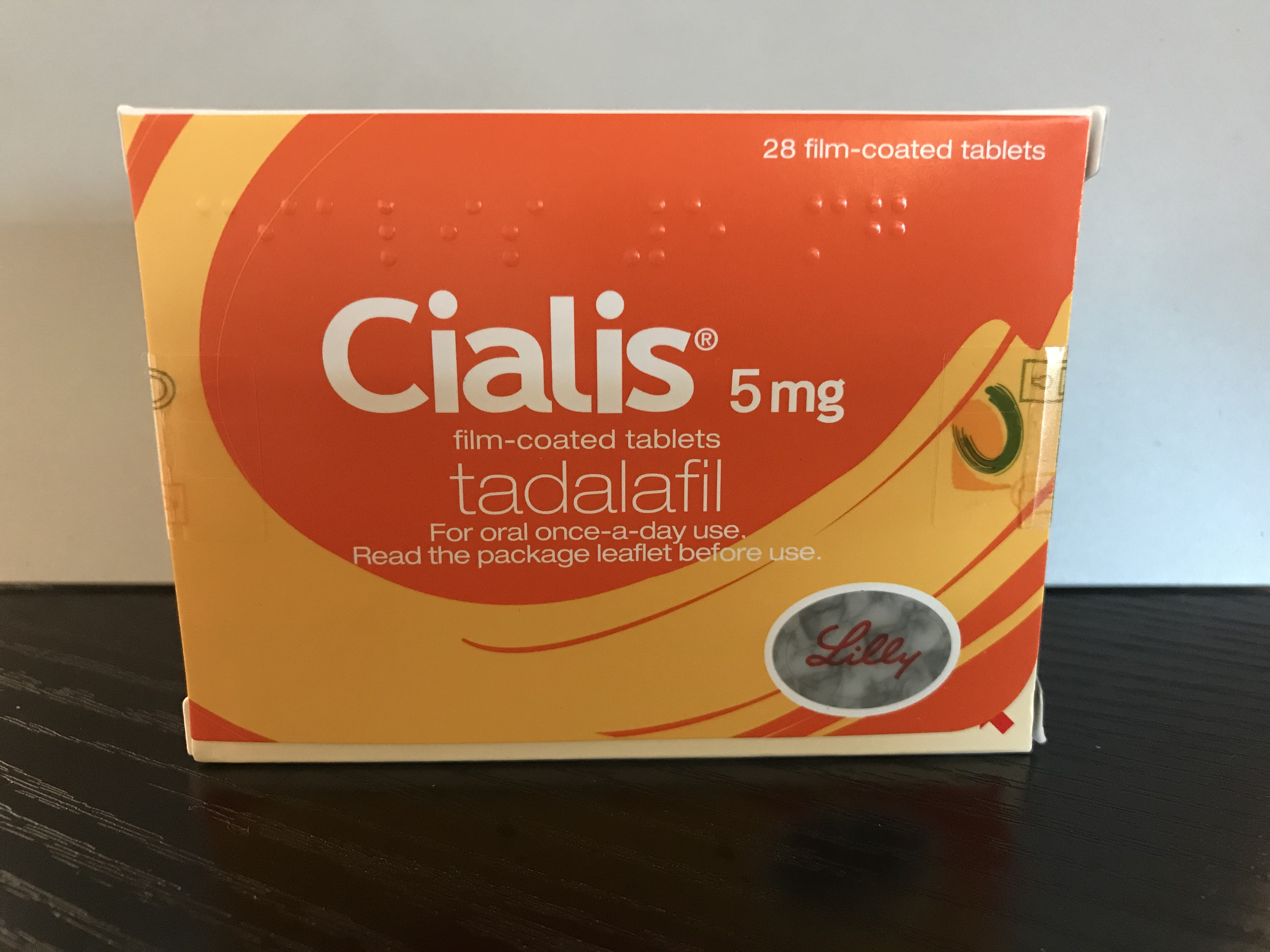
Una scatola di Cialis (tadalafil) in compresse da 5 mg commercializzata in un paese anglofono

Nei casi di disfunzione erettile di origine organica sono primariamente utilizzati i farmaci inibitori della fosfodiesterasi di tipo 5 con assunzione orale (Sildenafil, Tadalafil, Vardenafil, Avanafil) e il trattamento ormonale (testosterone) solo nel caso di oggettivabili cause endocrine.
Tra le opzioni terapeutiche di secondo livello, scelte in genere quando risultano inefficaci o controindicati i farmaci orali, vi sono i farmaci vasodilatatori (come quelli a base di prostaglandine, papaverina e fentolamina) da assumere attraverso iniezioni locali prima dell'atto sessuale (lo specialista di riferimento è l'urologo - andrologo).
Nuovi farmaci approvati allo scopo sono le compresse orodispersibili di apomorfina, che però hanno mostrato una efficacia minore rispetto ad altri trattamenti, e le applicazioni topiche associate ad un permeabilizzante cutaneo che ne facilita l'assorbimento o la somministrazione intracavernosa di prostaglandina E1 (GE1).
Solo in caso di una non efficacia dei trattamenti descritti, è valutabile l'intervento chirurgico che prevede l'utilizzo di protesi o l'uso di pompe che, creando una pressione negativa, favoriscono l'afflusso sanguigno al pene. Altri rimedi allo studio sono l'utilizzo di onde d'urto soniche (usate anche nella terapia dei calcoli) che si è dimostrata in grado di curare la disfunzione erettile specie quella di origine vascolare, la terapia genica, farmaci a base di melatonan-2 o bremenalotide.
Nonostante i trattamenti attuali siano efficaci e sicuri, la maggior parte delle terapie farmacologiche sono limitate nel tempo e possono provocare problemi cardiaci, mentre l'uso di dispositivi come le pompe o gli interventi chirurgici, sono operazioni altamente invasive e poco pratiche. È stata sviluppata una nuova terapia che utilizza onde d'urto extracorporee a bassa intensità: le onde d'urto sono onde acustiche che generano un impulso di pressione e che trasporta energia quando si propagano attraverso un elemento. Questa terapia è stata clinicamente esaminata e applicata in vari campi medici: quelle ad alta intensità sono utilizzate per frantumare i calcoli renali/biliari, quelle a media intensità hanno proprietà anti-infiammatorie e sono utilizzate per il trattamento di una vasta gamma di condizioni ortopediche, quelle a bassa intensità hanno proprietà angiogeniche e sono utilizzate nel trattamento di ferite croniche, neuropatia periferica, e nel tessuto cardiaco ischemico per formare nuovi vasi sanguigni e migliorare l'afflusso di sangue. Da qui l'idea di applicare queste onde anche ai tessuti erettili del pene per stimolare la formazione di nuovi vasi sanguigni e permettere erezioni spontanee. La terapia non ha mostrato sui pazienti alcun effetto collaterale né ha causato dolore, non è invasiva e perdura nel tempo. Studi hanno evidenziato l'efficacia di questa terapia nell'80% dei pazienti trattati.
La somministrazione di plasma ricco in piastrine è utilizzata; tuttavia non ci sono evidenze cliniche forti della sua efficacia.